# Serge Piras
Serge Piras, (né le 26 octobre 1963 à Gap, dans les Hautes-Alpes) est un joueur professionnel de hockey sur glace.

## Carrière
Serge Piras intègre l'équipe fanion du club lors de la saison 1980-1981.
En 1988, il part jouer à Nîmes en Division 2. Il finira 4e meilleur pointeur du championnat avec 64 points. Après une saison dans le Gard, il retourne à Gap jusqu'en 1996, année durant laquelle il décroche le titre de Champion de France de Division 1. Il suit ensuite son compère Philippe Combe dans les clubs d'Aix-en-Provence et de Toulon avant de mettre un terme à sa carrière en 2000.

## Statistiques
| Saison    | Équipe          | Ligue        |    | Saison régulière | Saison régulière | Saison régulière | Saison régulière | Saison régulière |    | Séries éliminatoires | Séries éliminatoires | Séries éliminatoires | Séries éliminatoires | Séries éliminatoires |
| Saison    | Équipe          | Ligue        | PJ | B                | A                | Pts              | Pun              | PJ               | B  | A                    | Pts                  | Pun                  |                      |                      |
| 1980-1981 | Gap Hockey Club | Ligue Magnus | -- | 1                | 0                | 1                | --               |                  |    |                      |                      |                      |                      |                      |
| 1981-1982 | Gap             | Ligue Magnus | 18 | 1                | 2                | 3                | --               | 14               | 10 | 2                    | 12                   | --                   |                      |                      |
| 1982-1983 | Gap             | Ligue Magnus | 21 | 5                | 0                | 5                | --               | 14               | 2  | 0                    | 2                    | --                   |                      |                      |
| 1983-1984 | Gap             | Ligue Magnus | 22 | 2                | 0                | 2                | --               | 14               | 1  | 0                    | 1                    | --                   |                      |                      |
| 1984-1985 | Gap             | Ligue Magnus | 22 | 3                | 0                | 3                | --               | 10               | 0  | 0                    | 0                    | --                   |                      |                      |
| 1985-1986 | Gap             | Ligue Magnus | 22 | 2                | 0                | 2                | --               | 10               | 3  | 0                    | 3                    | --                   |                      |                      |
| 1986-1987 | Gap             | Ligue Magnus | 35 | 3                | 5                | 8                | 10               |                  |    |                      |                      |                      |                      |                      |
| 1987-1988 | Gap             | Ligue Magnus | 25 | 0                | 0                | 0                | 10               |                  |    |                      |                      |                      |                      |                      |
| 1988-1989 | Nîmes           | Division 2   | 27 | 39               | 25               | 64               | 14               |                  |    |                      |                      |                      |                      |                      |
| 1989-1990 | Gap             | Division 1   | 23 | 7                | 12               | 19               | 16               |                  |    |                      |                      |                      |                      |                      |
| 1990-1991 | Gap             | Division 1   | 27 | 18               | 14               | 32               | 14               |                  |    |                      |                      |                      |                      |                      |
| 1991-1992 | Gap             | Division 1   | 18 | 6                | 6                | 12               | 10               |                  |    |                      |                      |                      |                      |                      |
| 1992-1993 | Gap             | Division 1   | 22 | 2                | 8                | 10               | 12               |                  |    |                      |                      |                      |                      |                      |
| 1994-1995 | Gap             | Division 1   | 25 | 6                | 5                | 11               | 22               |                  |    |                      |                      |                      |                      |                      |
| 1995-1996 | Gap             | Division 1   | 28 | 2                | 0                | 2                | 0                |                  |    |                      |                      |                      |                      |                      |
| 1996-1997 | Aix-en-Provence | Division 3   | -- | --               | --               | --               | --               | --               | -- | --                   | --                   | --                   |                      |                      |
| 1997-1998 | Aix-en-Provence | Division 2   | -- | --               | --               | --               | --               | --               | -- | --                   | --                   | --                   |                      |                      |
| 1998-1999 | Toulon          | Division 3   | -- | --               | --               | --               | --               | --               | -- | --                   | --                   | --                   |                      |                      |
| 1999-2000 | Toulon          | Division 2   | -- | --               | --               | --               | --               | --               | -- | --                   | --                   | --                   |                      |                      |

## Palmarès
- Coupe des As
  - Vainqueur en 1986
- Division 1
  - Champion en 1996